# 태평양-아시아 컬링 선수권 대회
태평양-아시아 컬링 선수권 대회 (예전 태평양 컬링 선수권 대회)는 매년 11월에서 12월 사이에 개최되는 경기이다. 우승팀은 다음 해 세계 컬링 선수권 대회에 출전할 자격을 얻는다. 준우승팀은 세계 컬링 선수권 대회가 미주나 유럽에서 열리는 경우 또는 개최국이 우승하는 경우에 출전 자격을 얻는다. 현 시점 (2014년) 태평양 아시아 컬링 선수권대회 참가국은 오스트레일리아, 중화인민공화국, 중화민국, 일본, 대한민국과 뉴질랜드이다. 경기가 캐나다에서 열린 적은 있으나, 캐나다팀은 태평장 아시아 지역 참가국이 아닌 관계로 경기에 참가하지 않았다.

## 남자부 경기 결과
| 연도 | 개최지/개최국              |                                  | 결승                             | 결승                             | 결승                             |                                  | 3∙4위전                          | 3∙4위전                          | 3∙4위전 |
| 연도 | 개최지/개최국              | 우승                             | 점수                             | 준우승                           | 3위                              | 점수                             | 4위                              |                                  |         |
| ---- | -------------------------- | -------------------------------- | -------------------------------- | -------------------------------- | -------------------------------- | -------------------------------- | -------------------------------- | -------------------------------- | ------- |
| 1991 | 사가미하라, 일본           | 오스트레일리아                   | –                                | 일본                             | 뉴질랜드                         | –                                | –                                |                                  |         |
| 1992 | 가루이자와, 일본           | 오스트레일리아                   | –                                | 일본                             | –                                | –                                | –                                |                                  |         |
| 1993 | 애들레이드, 오스트레일리아 | 오스트레일리아                   | 9–5                              | 일본                             | 뉴질랜드                         | –                                | –                                |                                  |         |
| 1994 | 크라이스트처치, 뉴질랜드   | 오스트레일리아                   | 6–4                              | 일본                             | 뉴질랜드                         | –                                | –                                |                                  |         |
| 1995 | 도코로, 일본               | 오스트레일리아                   | 7–2                              | 일본                             | 뉴질랜드                         | –                                | –                                |                                  |         |
| 1996 | 시드니, 오스트레일리아     | 오스트레일리아                   | 7–4                              | 일본                             | 뉴질랜드                         | –                                | 대한민국                         |                                  |         |
| 1997 | 가루이자와, 일본           | 오스트레일리아                   | 10–4                             | 일본                             | 뉴질랜드                         | –                                | 대한민국                         |                                  |         |
| 1998 | 카나다 퀄리컴비치, 캐나다  | 뉴질랜드                         | 10–6                             | 일본                             | 오스트레일리아                   | –                                | 대한민국                         |                                  |         |
| 1999 | 도코로, 일본               | 일본                             | 6–2                              | 오스트레일리아                   | 뉴질랜드                         | –                                | 대한민국                         |                                  |         |
| 2000 | 에스콰이몰트, 캐나다       | 뉴질랜드                         | 9–4                              | 오스트레일리아                   | 일본                             | –                                | 대한민국                         |                                  |         |
| 2001 | 전주, 대한민국             | 일본                             | 6–5                              | 뉴질랜드                         | 오스트레일리아                   | –                                | 대한민국                         |                                  |         |
| 2002 | 퀸스타운, 뉴질랜드         | 대한민국                         | 5–2                              | 오스트레일리아                   | 일본                             | 8–7                              | 뉴질랜드                         |                                  |         |
| 2003 | 아오모리, 일본             | 뉴질랜드                         | 6–5                              | 오스트레일리아                   | 대한민국                         | 11–4                             | 일본                             |                                  |         |
| 2004 | 춘천, 대한민국             | 뉴질랜드                         | 9–8                              | 오스트레일리아                   | 일본                             | 11–6                             | 중국                             |                                  |         |
| 2005 | 타이베이, 중화민국         | 오스트레일리아                   | 6–3                              | 일본                             | 뉴질랜드                         | 8–3                              | 중국                             |                                  |         |
| 2006 | 도쿄, 일본                 | 오스트레일리아                   | 8–5                              | 대한민국                         | 중국                             | 9–8                              | 일본                             |                                  |         |
| 2007 | 베이징, 중화인민공화국     | 중국                             | 9–2                              | 오스트레일리아                   | 뉴질랜드                         | 10–7                             | 일본                             |                                  |         |
| 2008 | 네이즈비, 뉴질랜드         | 중국                             | 8–5                              | 일본                             | 뉴질랜드                         | 7–6                              | 대한민국                         |                                  |         |
| 2009 | 가루이자와, 일본           | 중국                             | 8–3                              | 일본                             | 대한민국                         | 8–7                              | 오스트레일리아                   |                                  |         |
| 2010 | 의성, 대한민국             | 중국                             | 9–3                              | 대한민국                         | 오스트레일리아                   | 9–4                              | 뉴질랜드                         |                                  |         |
| 2011 | 난징, 중화인민공화국       | 중국                             | 5–2                              | 뉴질랜드                         | 대한민국                         | 9–2                              | 오스트레일리아                   |                                  |         |
| 2012 | 네이즈비, 뉴질랜드         | 중국                             | 6–2                              | 일본                             | 오스트레일리아                   | 10–7                             | 대한민국                         |                                  |         |
| 2013 | 상하이, 중화인민공화국     | 중국                             | 9–6                              | 일본                             | 대한민국                         | 7–6                              | 뉴질랜드                         |                                  |         |
| 2014 | 가루이자와, 일본           | 중국                             | 7-5                              | 일본                             | 대한민국                         | 7-4                              | 오스트레일리아                   |                                  |         |
| 2015 | 알마티, 카자흐스탄         | 대한민국                         | 11–7                             | 일본                             | 중국                             | 5–4                              | 뉴질랜드                         |                                  |         |
| 2016 | 의성, 대한민국             | 일본                             | 5-3                              | 중국                             | 대한민국                         | 8-6                              | 중화 타이베이                    |                                  |         |
| 2017 | 에리나, 오스트레일리아     | 대한민국                         | 9-8                              | 중국                             | 일본                             | 11-4                             | 오스트레일리아                   |                                  |         |
| 2018 | 강릉, 대한민국             | 일본                             | 9-7                              | 중국                             | 대한민국                         | 9-8                              | 뉴질랜드                         |                                  |         |
| 2019 | 선전, 중화인민공화국       | 대한민국                         | 11-2                             | 일본                             | 중국                             | 9-4                              | 뉴질랜드                         |                                  |         |
| 2020 | 왓카나이, 일본             | 코로나19 범유행 여파로 경기 취소 | 코로나19 범유행 여파로 경기 취소 | 코로나19 범유행 여파로 경기 취소 | 코로나19 범유행 여파로 경기 취소 | 코로나19 범유행 여파로 경기 취소 | 코로나19 범유행 여파로 경기 취소 | 코로나19 범유행 여파로 경기 취소 |         |
| 2021 | 알마티, 카자흐스탄         |                                  |                                  |                                  |                                  |                                  |                                  |                                  |         |

### 메달 집계
2019년 기준
| 순위       | 나라                 | 금 | 은 | 동 | 합계 |
| ---------- | -------------------- | -- | -- | -- | ---- |
| 1          | 오스트레일리아 (AUS) | 9  | 6  | 4  | 19   |
| 2          | 중국 (CHN)           | 8  | 3  | 3  | 14   |
| 3          | 일본 (JPN)           | 4  | 16 | 4  | 24   |
| 4          | 뉴질랜드 (NZL)       | 4  | 2  | 10 | 16   |
| 5          | 대한민국 (KOR)       | 4  | 2  | 7  | 13   |
| 합계 (5개) | 합계 (5개)           | 29 | 29 | 28 | 86   |

## 여자부 경기 결과
| 연도 | 개최지/개최국              |                                  | 결승                             | 결승                             | 결승                             |                                  | 3∙4위전                          | 3∙4위전                          | 3∙4위전 |
| 연도 | 개최지/개최국              | 우승                             | 점수                             | 준우승                           | 3위                              | 점수                             | 4위                              |                                  |         |
| ---- | -------------------------- | -------------------------------- | -------------------------------- | -------------------------------- | -------------------------------- | -------------------------------- | -------------------------------- | -------------------------------- | ------- |
| 1991 | 사가미하라, 일본           | 일본                             | –                                | 오스트레일리아                   | -                                | –                                | –                                |                                  |         |
| 1992 | 가루이자와, 일본           | 토너먼트 개최 없음               | 토너먼트 개최 없음               | 토너먼트 개최 없음               | 토너먼트 개최 없음               | 토너먼트 개최 없음               | 토너먼트 개최 없음               |                                  |         |
| 1993 | 애들레이드, 오스트레일리아 | 일본                             | –                                | 오스트레일리아                   | 뉴질랜드                         | –                                | –                                |                                  |         |
| 1994 | 크라이스트처치, 뉴질랜드   | 일본                             | 12–1                             | 오스트레일리아                   | 뉴질랜드                         | –                                | –                                |                                  |         |
| 1995 | 도코로, 일본               | 일본                             | –                                | 오스트레일리아                   | 뉴질랜드                         | –                                | –                                |                                  |         |
| 1996 | 시드니, 오스트레일리아     | 일본                             | –                                | 오스트레일리아                   | 뉴질랜드                         | –                                | 대한민국                         |                                  |         |
| 1997 | 가루이자와, 일본           | 일본                             | 9–2                              | 뉴질랜드                         | 대한민국                         | –                                | –                                |                                  |         |
| 1998 | 카나다 퀄리컴비치, 캐나다  | 일본                             | –                                | 뉴질랜드                         | 오스트레일리아                   | –                                | 대한민국                         |                                  |         |
| 1999 | 도코로, 일본               | 일본                             | 7–3                              | 대한민국                         | 뉴질랜드                         | –                                | –                                |                                  |         |
| 2000 | 에스콰이몰트, 캐나다       | 일본                             | 7–6                              | 대한민국                         | 뉴질랜드                         | –                                | –                                |                                  |         |
| 2001 | 전주, 대한민국             | 대한민국                         | 7–5                              | 일본                             | 오스트레일리아                   | –                                | 뉴질랜드                         |                                  |         |
| 2002 | 퀸스타운, 뉴질랜드         | 일본                             | 8–3                              | 대한민국                         | 뉴질랜드                         | 11–4                             | 오스트레일리아                   |                                  |         |
| 2003 | 아오모리, 일본             | 일본                             | 7–3                              | 대한민국                         | 뉴질랜드                         | 13–3                             | 오스트레일리아                   |                                  |         |
| 2004 | 춘천, 대한민국             | 일본                             | 9–8                              | 중국                             | 대한민국                         | 10–6                             | 뉴질랜드                         |                                  |         |
| 2005 | 타이베이, 중화민국         | 일본                             | 10–5                             | 중국                             | 대한민국                         | 10–6                             | 뉴질랜드                         |                                  |         |
| 2006 | 도쿄, 일본                 | 중국                             | 8–3                              | 대한민국                         | 일본                             | 10–3                             | 뉴질랜드                         |                                  |         |
| 2007 | 베이징, 중화인민공화국     | 중국                             | –                                | 일본                             | 대한민국                         | –                                | 오스트레일리아                   |                                  |         |
| 2008 | 네이즈비, 뉴질랜드         | 중국                             | 9–4                              | 대한민국                         | 일본                             | –                                | 뉴질랜드                         |                                  |         |
| 2009 | 가루이자와, 일본           | 중국                             | 10–3                             | 일본                             | 대한민국                         | 8–5                              | 뉴질랜드                         |                                  |         |
| 2010 | 의성, 대한민국             | 대한민국                         | 10–7                             | 중국                             | 일본                             | 7–4                              | 뉴질랜드                         |                                  |         |
| 2011 | 난징, 중화인민공화국       | 중국                             | 11–3                             | 대한민국                         | 뉴질랜드                         | 8–4                              | 일본                             |                                  |         |
| 2012 | 네이즈비, 뉴질랜드         | 중국                             | 10–4                             | 일본                             | 대한민국                         | 9–3                              | 오스트레일리아                   |                                  |         |
| 2013 | 상하이, 중화인민공화국     | 대한민국                         | 9–8                              | 중국                             | 일본                             | 11–3                             | 뉴질랜드                         |                                  |         |
| 2014 | 가루이자와, 일본           | 중국                             | 7-6                              | 대한민국                         | 일본                             | 8-4                              | 뉴질랜드                         |                                  |         |
| 2015 | 알마티, 카자흐스탄         | 일본                             | 8–7                              | 대한민국                         | 중국                             | 16–0                             | 카자흐스탄                       |                                  |         |
| 2016 | 의성, 대한민국             | 대한민국                         | 5-3                              | 중국                             | 일본                             | 10-3                             | 뉴질랜드                         |                                  |         |
| 2017 | 에리나, 오스트레일리아     | 대한민국                         | 11-6                             | 일본                             | 중국                             | 8-3                              | 홍콩                             |                                  |         |
| 2018 | 강릉, 대한민국             | 대한민국                         | 12-8                             | 일본                             | 중국                             | 8-3                              | 홍콩                             |                                  |         |
| 2019 | 선전, 중화인민공화국       | 중국                             | 10-3                             | 일본                             | 대한민국                         | 13-2                             | 홍콩                             |                                  |         |
| 2020 | 왓카나이, 일본             | 코로나19 범유행 여파로 경기 취소 | 코로나19 범유행 여파로 경기 취소 | 코로나19 범유행 여파로 경기 취소 | 코로나19 범유행 여파로 경기 취소 | 코로나19 범유행 여파로 경기 취소 | 코로나19 범유행 여파로 경기 취소 | 코로나19 범유행 여파로 경기 취소 |         |
| 2021 | 알마티, 카자흐스탄         |                                  |                                  |                                  |                                  |                                  |                                  |                                  |         |

### 메달 집계
2019년 기준
| 순위       | 나라                 | 금 | 은 | 동 | 합계 |
| ---------- | -------------------- | -- | -- | -- | ---- |
| 1          | 일본 (JPN)           | 14 | 7  | 6  | 27   |
| 2          | 중국 (CHN)           | 8  | 5  | 3  | 16   |
| 3          | 대한민국 (KOR)       | 6  | 9  | 7  | 22   |
| 4          | 오스트레일리아 (AUS) | 0  | 5  | 2  | 7    |
| 5          | 뉴질랜드 (NZL)       | 0  | 2  | 9  | 11   |
| 합계 (5개) | 합계 (5개)           | 28 | 28 | 27 | 83   |